# アル・ブサイティーン・クラブ
アル・ブサイティーン・クラブ（アラビア語: نادي البسيتين、Al Busaiteen Club）は、バーレーンのクラブ。ムハッラク島北部のブサイティーン地区を本拠地とする。1945年創設。サッカーの他の競技でもチームなどを抱えるが、本項ではサッカークラブについて記述する。
長きに亘りバーレーン・プレミアリーグでの優勝を果たせていなかったが、2012-2013シーズンでは勝ち点44で勝ち点42のアル・ムハッラクをおさえ、クラブ史上初のリーグ制覇を成し遂げた。

## タイトル

### 国内タイトル
バーレーン・プレミアリーグ:1回
2012-2013
バーレーンFAカップ:1回
2003

## 歴代所属選手
- サーミー・アル＝フセイニー
- マフムード・ザアタラ 2013
- ムリロ・リベリオ・デ・アルメイダ